# J. Warx
J. Warx és un artista urbà de la ciutat de València.
Va fer-se conegut el juny del 2020, per un mural on representava a Fernando Simón en el moment en què s'atragantava amb una ametla enmig d'una roda de premsa durant la Pandèmia de Coronavirus del 2020. Al mateix mur, a pocs metres, en faria un altre parodiant Juan Carlos I. Arran de la fugida del país del monarca emèrit, l'autor va modificar la seua obra, que tornaria a fer-se viral. En el procés va ser aturat per la policia, i multat tot i que la realització del mural era legal.
El graffiti seria boicotejat amb pintura negra per un militant de l'ultradreta, i posteriorment restaurat per Füsta. El 15 d'agost, l'autor faria una tercera modificació, disfressant a Juan Carlos de xeic àrab.

## Galeria

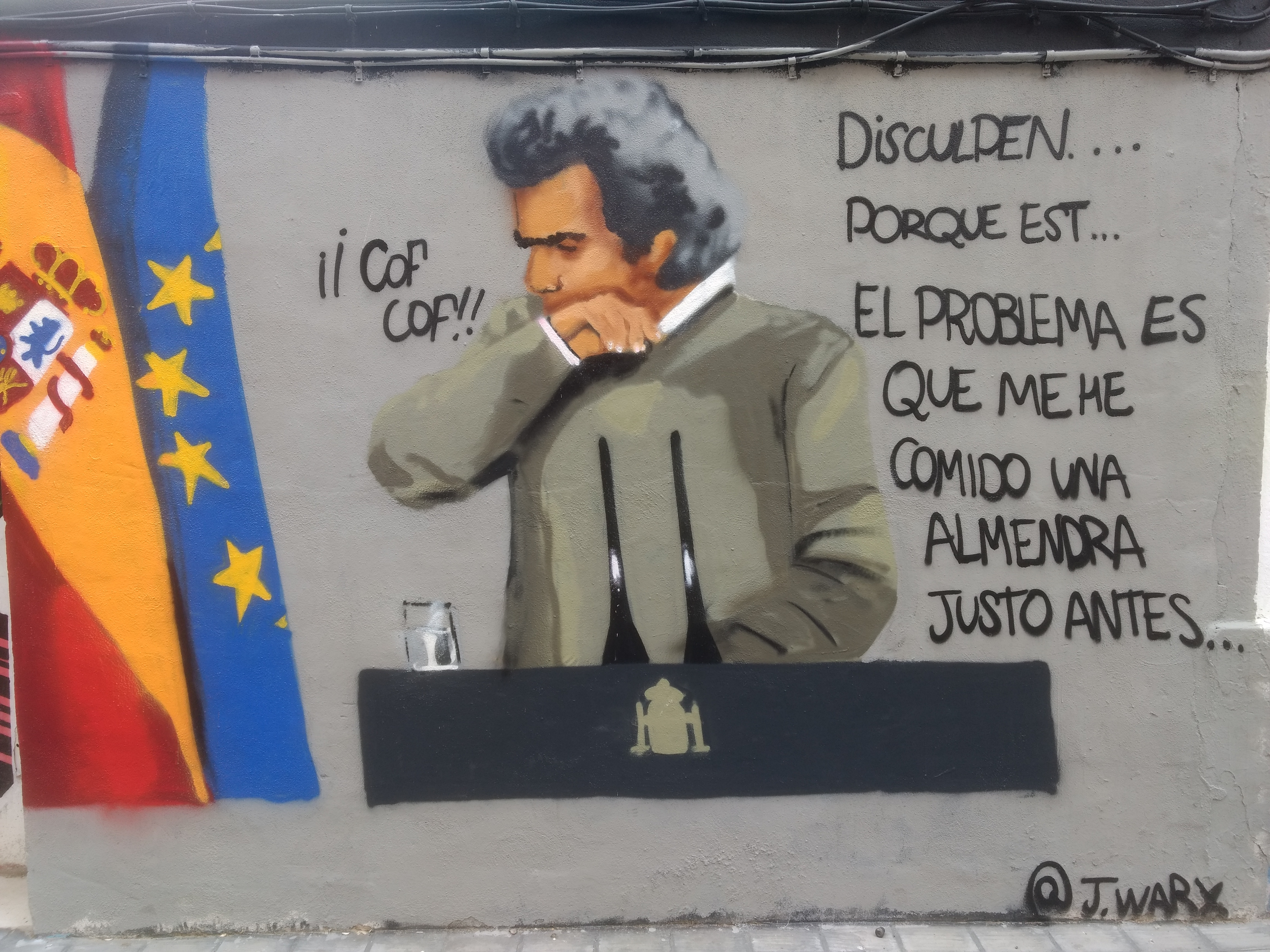
El mural de Fernando Simón al carrer de Juan Giner.
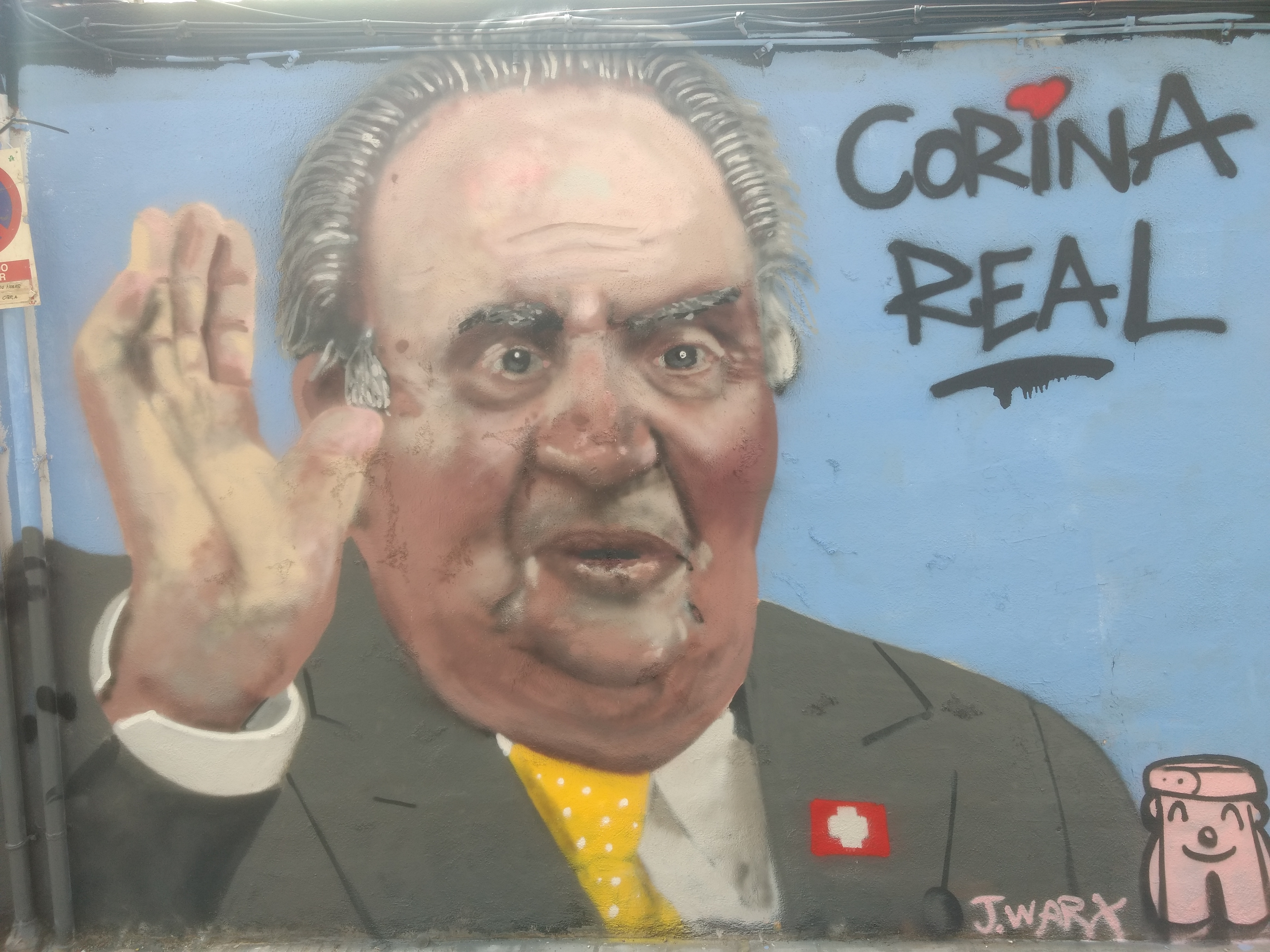
El primer mural dedicat a Juan Carlos I.
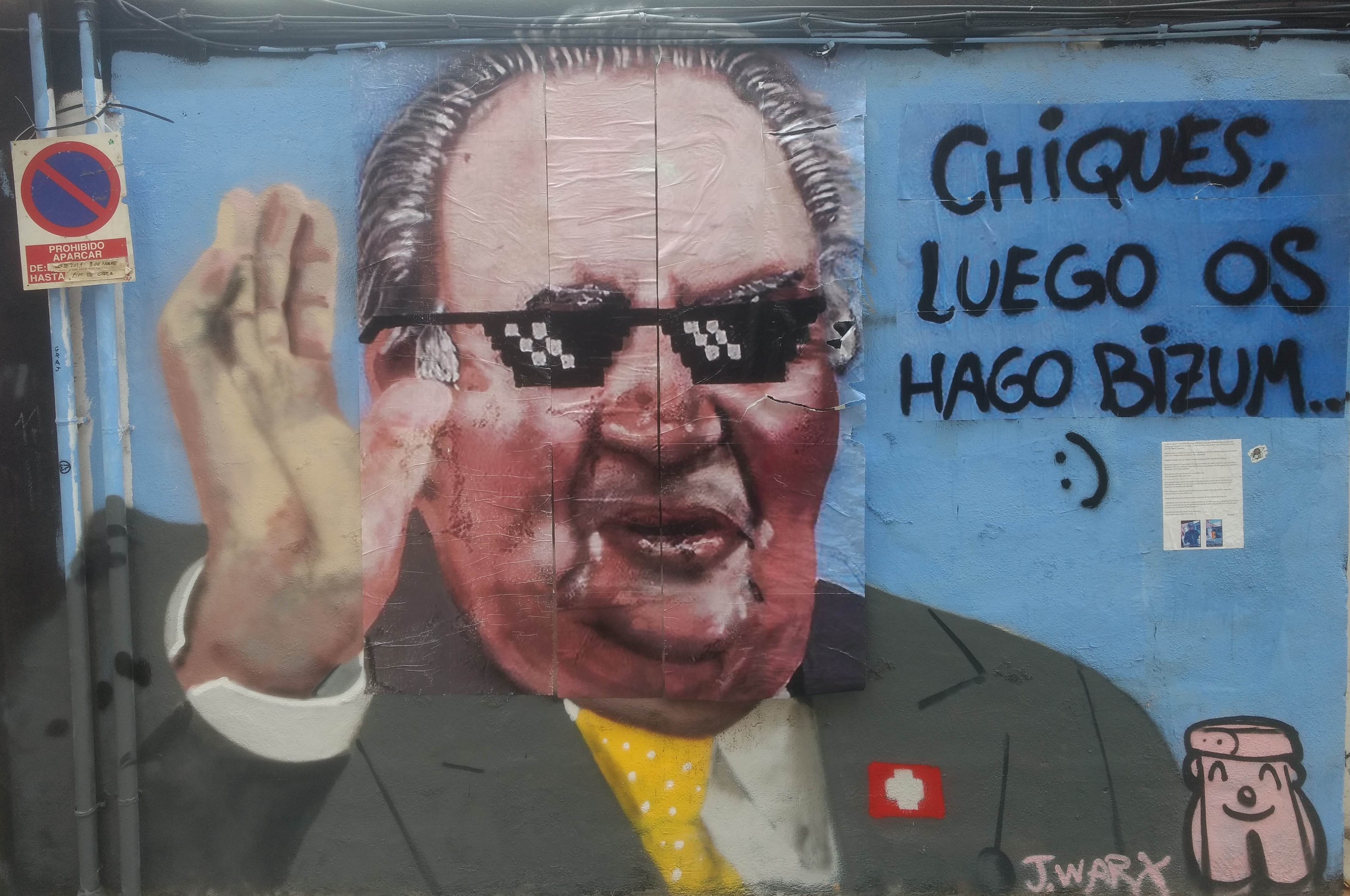
El mural restaurat després de l'atac amb pintura negra.
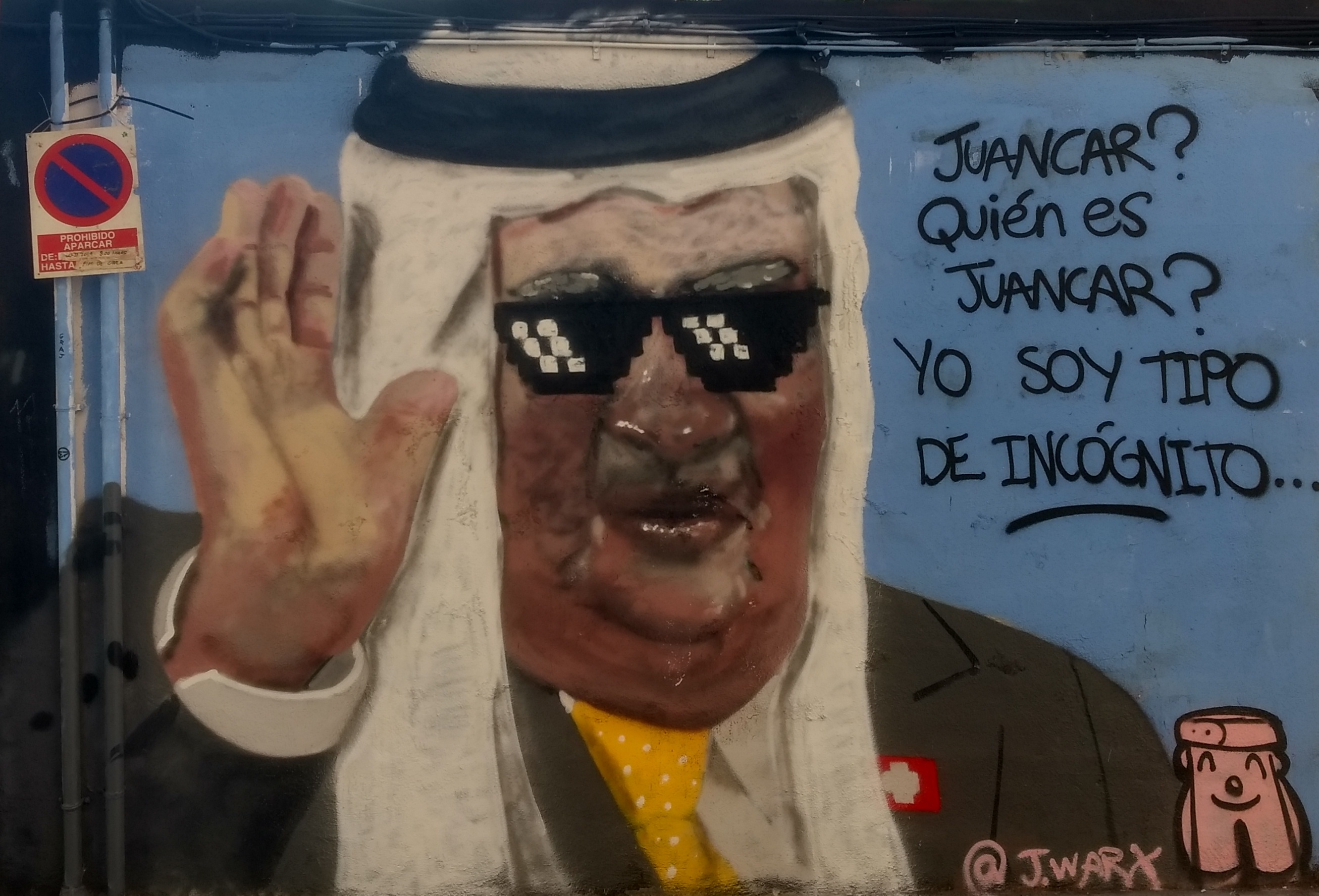
El mural amb la tercera modificació.